# Титурель
«Титуре́ль» (нем. «Titurel») — средневековый рыцарский роман, написанный Вольфрамом фон Эшенбахом на средневерхненемецком языке. Роман был написан между 1217 и 1220 годами, состоит из двух фрагментов и является приквелом к предыдущему роману Эшенбаха «Парцифаль».

## Сюжет
Роман состоит из двух фрагментов. Первый фрагмент повествует о зарождении любви между Шионатуландером и Сигуной, внучкой Титуреля и кузиной Парцифаля. Во втором фрагменте изображается идиллия леса, которую прерывает таинственный пёс Путестраж, на поводке которого написано некое послание или рассказ. Сигуна начинает читать историю, но неожиданно пёс вырывается и убегает. Желая дочитать историю до конца, Сигуна посылает Шионатуландера на поиски пса и в качестве награды за его возвращение обещает Шионатуландеру свою любовь. Далее поэт предрекает Шионатуландеру печальную судьбу. На этом рассказ прерывается.
В предыдущем романе Эшенбаха «Парцифаль», действия которого разворачиваются после событий происходящих в «Титуреле», Шионатуландер будет убит при попытке отыскать собаку, а Сигуна будет оплакивать своего умершего возлюбленного именно тогда, когда её встретит Парцифаль.

## История создания
Точное время написания романа неизвестно. Роман был написан между 1217 (присутствует упоминание о смерти ландграфа Тюрингии Германа I) и 1220 (смерть Эшенбаха) годом.
Роман является приквелом к предыдущему роману Эшенбаха «Парцифаль», который в свою очередь является адаптацией неоконченного романа Кретьена де Труа «Персеваль, или Повесть о Граале». «Титурель» же даёт дополнительную предысторию персонажей «Парцифаля» Эшенбаха, в частности Короля Грааля Титуреля и двух возлюбленных — Сигуны и Шионатуландера.

## Дальнейшая судьба сюжета
Роман Эшенбаха был очень популярен в XIII веке. Позже, в 1272 году «Титурель» был дописан средневерхненемецким поэтом Альбрехтом фон Шарфенбергом. Соединив фрагменты воедино и расширив до 6300 стихов, он назвал своё произведение «Младший Титурель» (нем. «Jüngerer Titurel»). Шарфенберг писал от имени Эшенбаха, поэтому долгое время «Младший Титурель» приписывался именно Эшенбаху.

## Переводы на русский язык
Перевод романа на русский язык выполнил Владимир Микушевич. Этот перевод был впервые опубликован в 2009 году издательством «Энигма».

## Издания текста
- Wolfram von Eschenbach. Titurel: Text — Übersetzung — Stellenkommentar. — Berlin — New York: De Gruyter, 2003. — ISBN 3-11-016971-1.
- Wolfram von Eschenbach. Titurel: Mit der gesamten Parallelübersetzung des Jüngeren Titurel. — Tübingen: Niemeyer, 2006. — ISBN 3-484-64028-6.
- Вольфрам Эшенбах. Титурель / Пер. со средневерхненемецк. и ком. В. Б. Микушевича. — М.: Энигма, 2009. — 112 с. — ISBN 978-5-9469-8036-4.